# Люботинь (Опольське воєводство)
Люботинь (пол. Lubotyń, нім. Liptin) — село в Польщі, у гміні Кетш Ґлубчицького повіту Опольського воєводства.
Населення — 423 особи (2011).

## Демографія
Демографічна структура станом на 31 березня 2011 року:
|          | Загалом | Допрацездатний вік | Працездатний вік | Постпрацездатний вік |
| -------- | ------- | ------------------ | ---------------- | -------------------- |
| Чоловіки | 225     | 44                 | 157              | 24                   |
| Жінки    | 198     | 36                 | 117              | 45                   |
| Разом    | 423     | 80                 | 274              | 69                   |